# Bråviken
La baie de Bråviken est une baie de la mer Baltique localisée près de Norrköping dans la région de l'Östergötland. Il s'agit d'un fjord ennoyé après la disparition des derniers glaciers.

## Source de la traduction
- (en) Cet article est partiellement ou en totalité issu de l’article de Wikipédia en anglais intitulé « Bråviken » (voir la liste des auteurs).